# Erion Sadiku
Erion Sadiku (Svezia, 23 gennaio 2002) è un calciatore kosovaro con cittadinanza svedese, centrocampista del Varberg.

## Caratteristiche tecniche
È un centrocampista centrale. Dotato di un buon piede destro.

## Carriera

### Club

#### Inizi ed esordio tra i professionisti
Cresciuto nel settore giovanile del Varberg, esordisce in prima squadra il 19 giugno 2018 in occasione dell'incontro di Superettan pareggiato 3-3 contro l'Helsingborg. Al termine della stagione 2019, conclusa al secondo posto, ottiene la promozione in Allsvenskan, dove debutta il 21 giugno giocando titolare il match pareggiato 2-2 contro il Malmö FF. Il 26 luglio 2020 segna la sua prima rete in carriera, nel corso della trasferta pareggiata 3-3 sul campo dell'Elfsborg.

#### Passaggio al Genoa
Il 1º febbraio 2021 passa a titolo definitivo al Genoa, dove si aggrega alla primavera. Non scende mai in campo in partite ufficiali della prima squadra.

#### Rientro in Svezia
Il 1º agosto 2022 fa ufficialmente ritorno in Svezia legandosi all'Örgryte, squadra militante nella seconda serie nazionale, a fronte di un contratto della durata di tre anni e mezzo. Il 23 agosto 2024, poco dopo metà stagione, fa ritorno al Varberg.

### Nazionale
Ha giocato nella nazionale kosovara Under-21.

## Statistiche
Statistiche aggiornate al 6 dicembre 2020.

### Presenze e reti nei club
| Stagione        | Squadra         | Campionato      | Campionato | Campionato | Coppe nazionali | Coppe nazionali | Coppe nazionali | Coppe continentali | Coppe continentali | Coppe continentali | Altre coppe | Altre coppe | Altre coppe | Totale | Totale | Totale |
| Stagione        | Squadra         | Comp            | Pres       | Reti       | Comp            | Pres            | Reti            | Comp               | Pres               | Reti               | Comp        | Pres        | Reti        | Pres   | Reti   |        |
| --------------- | --------------- | --------------- | ---------- | ---------- | --------------- | --------------- | --------------- | ------------------ | ------------------ | ------------------ | ----------- | ----------- | ----------- | ------ | ------ | ------ |
| 2018            | Varberg         | S1              | 7+1        | 0          | CS              | 1               | 0               |                    | -                  | -                  |             | -           | -           | 9      | 0      |        |
| 2019            | Varberg         | S1              | 10         | 0          | CS              | 1               | 0               |                    | -                  | -                  |             | -           | -           | 11     | 0      |        |
| 2020            | Varberg         | A               | 24         | 2          | CS              | 1               | 0               |                    | -                  | -                  |             | -           | -           | 25     | 2      |        |
| Totale Varberg  | Totale Varberg  | Totale Varberg  | 42         | 2          |                 | 3               | 0               |                    |                    |                    |             |             |             | 45     | 2      |        |
| gen.-giu. 2021  | Genoa           | A               | 0          | 0          | CI              | -               | -               |                    | -                  | -                  |             | -           | -           | 0      | 0      |        |
| Totale carriera | Totale carriera | Totale carriera | 42         | 2          |                 | 3               | 0               |                    | -                  | -                  |             | -           | -           | 45     | 2      |        |